# محمد نخودی
محمد نخودی (زادهٔ ۱۹ بهمن ۱۳۷۹) کشتی‌گیر آزادکار ایرانی، اهل جویبار و دارنده دو مدال نقره و دو مدال برنز  جهان است، 
و یک مدال طلا و یک مدال برنز آسیای ومدال نقره قهرمانی زیر 23 سال جهان است
محمد نخودی در دو سال پیاپی ۲۰۲۱ و ۲۰۲۲ و در مسابقات کشتی آزاد قهرمانی جهان در اسلو و بلگراد ۲۰۲۲، به فینال مسابقات وزن ۷۹ کیلوگرم راه پیدا کرد و در مقابل جردن باروز،کشتی‌گیر باتجربه‌ی آمریکایی شکست خورد و صاحب مدال نقره شد.البته وی در دومین دوره مسابقات اوزان غیر المپیکی که بعد از الپیک ۲۰۲۴ فرانسه برگزار شد در سال ۲۰۲۴ در آلبانی موفق به شکست این اسطوره آمریکایی شد.او همچنین سابقه کسب مدال برنز در بلگراد ۲۰۲۳ را دارد. وی در مسابقات کشتی آزاد آسیایی بزرگسالان ۲۰۱۹ در شی‌آن چین در وزن ۷۴ کیلوگرم کشتی آزاد مدال برنز کسب کرد. نخودی در مسابقات جهانی نوجوانان ۲۰۱۷ آتن نیز در وزن ۶۹ کیلوگرم به مدال برنز رسید.

## فعالیت حرفه‌ای ورزشی

### قهرمانی آسیا ۲۰۱۹
در وزن ۷۴ کیلوگرم نیز محمد نخودی در مبارزه نخست مقابل آمیت کومار دهانخار از هند با نتیجه ۲ بر ۱ مغلوب شد و با توجه به حضور حریفش در دیدار فینال وی به گروه بازنده‌ها رفت. نخودی در این گروه با توجه به آسیب دیدگی یوهی فوجی نامی از ژاپن و حضور نیافتن وی، به پیروزی رسید و راهی دیدار رده بندی شد. نخودی در این دیدار با نتیجه ۹ بر ۸ از سد ایلگیز ژاکیبیکوف از قرقیزستان گذشت و صاحب مدال برنز شد.

### زیر ۲۳ سال جهان ۲۰۱۹
در وزن ۷۴ کیلوگرم محمد نخودی پس از استراحت در دور نخست در دور دوم با نتیجه ۵ بر ۲ دارخان یسنگالی از قزاقستان را مغلوب کرد. وی در دور بعد و در مرحله یک چهارم نهایی با نتیجه ۱۰ بر ۶ از سد بیامبادورج بات اردن از مغولستان گذشت و راهی مرحله نیمه نهایی شد. نخودی در این مرحله با نتیجه ۹ بر ۴ مقابل موراد کوراماگومدوف از مجارستان پیروز شد و به دیدار فینال راه یافت. وی در دیدار فینال مقابل رازامبک جمال اف از روسیه با نتیجه ۸ بر یک مغلوب شد و به مدال نقره رسید.

### جوانان جهان ۲۰۲۱
در مسابقات جوانان جهان ۲۰۲۱ در روسیه، وزن ۷۹ کیلوگرم، نخودی با پیروزی بر کشتی‌گیران آمریکا، آلمان و هند، در فینال ۷ بر ۴ آشیروف آذربایجانی را شکست داد و به مدال طلا رسید.

### قهرمانی جهان ۲۰۲۱
در وزن ۷۹ کیلوگرم محمد نخودی در دور اول با نتیجه ۱۱ بر ۰ آرون کانوا از ایتالیا را از پیش رو برداشت. وی در دور دوم با نتیجه ۸ بر ۴ آرمان آواگیان از ارمنستان را مغلوب کرد و به مرحله یک چهارم نهایی راه یافت. وی در این مرحله با نتیجه ۱۱ بر ۰ سیف‌الدین آلکما از فرانسه را شکست داد و راهی مرحله نیمه نهایی شد. نخودی در این مرحله با نتیجه ۶ بر ۵ از سد نیکا کنتچادزه دارنده مدال طلای زیر ۲۳ سال جهان از گرجستان گذشت و راهی دیدار فینال شد. وی در دیدار فینال با نتیجه ۵ بر ۱ مغلوب جردن باروز قهرمان المپیک و جهان از آمریکا شد و به مدال نقره رسید.

### قهرمانی جهان ۲۰۲۲
در این دوره از مسابقات که به میزبانی شهر بلگراد در صربستان برگزار می‌شد، همانند سال گذشته محمد نخودی نماینده ایران در وزن ۷۹ کیلوگرم بود. نخودی در نخستین گام به مصاف یعقوب شیخ جمالوف، کشتی گیر روسی الاصل تیم رومانی، رفت و این مسابقه را  ۷ بر ۶ پیروز شد. دومین دیدار نخودی برابر دولگون آلتانزول از مغولستان بود که نتیجه را  ۱۰ بر صفر کرد و راهی مرحله بعد شد. این کشتی گیر جویباری در دیدار یک چهارم نهایی در مقابل بکزاد عبدالرحمانوف از ازبکستان و نفر سوم المپیک توکیو قرار گرفت که این مسابقه نیز با پیروزی ۱۰ بر ۵ نخودی پایان یافت و او به مرحله نیمه نهایی صعود کرد. محمد نخودی ۲۱ ساله پس از سه پیروزی متوالی، این بار در مقابل واسیل میخایلوف اوکراینی قرار گرفت و توانست حریف خود را با نتیجه ۵ بر ۴ شکست داده و به فینال راه پیدا کند. و اما در فینال محمد نخودی کشتی خود را با نتیجه ۴ بر ۲ به جردن باروز آمریکایی واگذار کرد و به مدال نقره دست یافت.

### قهرمانی جهان ۲۰۲۳
در وزن ۷۹ کیلوگرم، محمد نخودی پس از استراحت در دور نخست، در دور دوم با نتیجه ۹ بر ۴ رمضان ساری از ترکیه را شکست داد. وی در دور بعد و در مرحله یک چهارم نهایی با نتیجه ۵ بر ۲ مغلوب احمد عثمانوف از روسیه شد و با توجه به حضور حریفش در دیدار فینال، به گروه بازنده‌ها رفت. وی در این گروه با نتیجه ۵ بر ۱ احمد ماگومدوف از مقدونیه را از پیش رو برداشت و به دیدار رده‌بندی راه یافت. نخودی در این دیدار با نتیجه ۱۰ بر صفر اورخان عباسوف از جمهوری آذربایجان را شکست داد و به مدال برنز رسید.

### قهرمانی آسیا ۲۰۲۴
در وزن ۷۹ کیلوگرم محمد نخودی پس از استراحت در دور نخست، در دور دوم با نتیجه ۵ بر ۴ از سد خیدیر سیف‌الدینوف از بحرین گذشت و به مرحله نیمه نهایی راه یافت. وی در این مرحله مقابل ماگومد اولویف از تاجیکستان با نتیجه ۱۱ بر صفر پیروز شد و به دیدار فینال راه یافت. نخودی در دیدار پایانی ب نتیجه ۱۲ بر ۲ انخبایارین بیامبادورج از مغولستان را از پیش رو برداشت و به مدال طلا دست یافت.

### قهرمانی جهان ۲۰۲۴
در این دوره از مسابقات که در اوزان غیر المپیکی و بعد از المپیک ۲۰۲۴ پاریس برای بار دوم در آلبانی برگزار می‌شد محمد نخودی پس از استراحت در دور نخست، در دور دوم ۱۰ بر صفر آلناس امیروس از لتونی را کمتر از ۴۰ ثانیه شکست داد. وی در دور بعد با نتیجه ۳ بر صفر موراد کورماگمدوف از مجارستان را از پیش رو برداشت و در سومین مبارزه نیز با نتیجه ۶ بر ۴ از سد جردن باروز قهرمان المپیک و جهان از آمریکا گذشت و به مرحله نیمه نهایی راه یافت و در حالیکه همه کارشناسان با توجه به آمادگی نخودی مدال طلا را از آن وی میدانستند در این مرحله مقابل آوتاندی کنچادزه دارنده مدال نقره ۲۰۱۸ جهان از گرجستان به روی تشک رفت و در پایان در حالیکه تا ثانیه های پایانی از حریف خود ۶ امتیاز پیش بود اسیر زیرگیری و فن فیتیله پیچ حریف شد و در نهایت ناباورانه با نتیجه ۱۴ بر ۸ شکست خورد و به دیدار رده بندی رفت.
وی در دیدار رده بندی با نتیجه 10 بر 0 قاطعانه برابر تاکاهاشی از ژاپن پیروز شد و به مدال برنز رسید.